# Рукмини
Рукми́ни (санскр. रुक्मिणी, IAST: Rukmiṇī) — в индуистской мифологии главная жена и царевна Кришны в Двараке.
В «Бхагавата-пуране» описывается, как Кришна похищает Рукмини по её же просьбе со свадебной церемонии, на которой она должна была выйти замуж за другого принца. Из 16 108 царевен-жён Кришны Рукмини считается самой главной. В индуизме Рукмини рассматривается как аватара женской ипостаси Бога — богини удачи Лакшми. В вайшнавизме принято считать, что ближайшая служанка-посланница Рукмини в духовном мире родилась как величайший святой традиции Мадхвы Вадираджа Тиртха (1480—1600, легендарные годы жизни). Во славу Рукмини он написал поэму «Рукминеша-виджая», состоящую из 1240 шлок.

## История Кришны и Рукмини
Рукмини была дочерью царя Видарбхи Бхишмаки, который был вассалом царя Магадхи Джарасандхи. По другой версии, Бхишмака был царём Кундилы в Верхнем Ассаме.
Рукмини была принцессой, славившейся своим целомудрием и красотой на весь мир. Когда Кришна выразил желание жениться на Рукмини, её старший брат, по имени Рукми, который был одним из соратников демонического царя Камсы, убитого Кришной, выступил категорически против этого брака.
Родители Рукмини уже хотели было выдать её замуж за Кришну, но Рукми сумел убедить отца отказаться от этой идеи. Рукми был властным и амбициозным принцем, и не хотел разгневать жестокого императора Джарасандху. Вместо этого он предложил выдать Рукмини замуж за своего друга Шишупалу, принца из Чеди. Шишупала был вассалом Джарасандхи, и, следовательно, союзником Рукми.
Бхишмака согласился на предложение своего сына, но Рукмини, проведав об этих планах, пришла в ужас от такой перспективы и немедленно вызвала одного брахмана по имени Сунанда и отослала его с письмом к Кришне. В письме она просила Кришну приехать в Видарбху и похитить её перед тем, как состоится намеченная свадьба. Она предположила, что самым подходящим временем для атаки должен быть сам день свадьбы, когда кортеж продвигался бы по пути к храму, где должно было состоятся бракосочетание. Рукмини просила Кришну похитить её и жениться на ней. В конце она приписала, что если Кришна откажется удовлетворить её желание, она непременно совершит самоубийство. Получив послание Рукмини, Кришна пустился в путь в Видарбху вместе со своим братом Баларамой. Тем временем Шишупала переполнился радостью от новостей, переданных ему Рукми. Он немедля отправился в Кундину с целью попросить руку Рукмини. Джарасандха же знал, что Кришна так просто не сдастся и поэтому собрал всех своих вассалов и союзников дабы дать ему отпор.
Вскорости шпионы донесли Рукмини и её отцу Бхишмаке о том, что Кришна уже прибыл в Видарбху. В глубине своего сердца Бхишмака одобрял намерение Кришны похитить свою дочь и не принял никаких мер, чтобы воспрепятствовать плану Кришны. В то время Рукмини готовилась во дворце к предстоящей свадьбе. Она решила пойти в храм для того, чтобы помолиться. В храме она долго молилась богине Парвати о том, чтобы Кришна похитил её и женился на ней. На выходе из храма Кришна уже ожидал её, и как только Рукмини переступила порог, взял её к себе в колесницу. Шишупала, заметив случившееся, вместе с Джарасандхой погнался за ними. На помощь пришёл Баларама и начал сражаться с Джарасандхой, Шишупалой и другими воинами. Только Рукми продолжил погоню за Кришной и Рукмини.
В завязавшемся поединке Кришна быстро одержал победу. Когда он уже занёс меч, намереваясь убить Рукми, Рукмини упала на колени и стала умолять Кришну пощадить его. Кришна удовлетворил просьбу своей невесты и отпустил Рукми, но в качестве наказания обрил его голову. По существовавшим тогда обычаям, подобное бесчестье для кшатрии было хуже смерти. Спустя несколько дней Кришна вернулся в Двараку и сыграл там пышную свадьбу с Рукмини.

## Тулабхарам

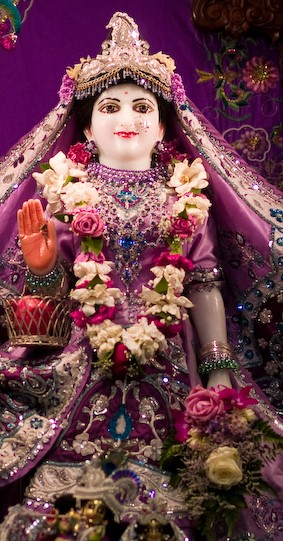
Мурти Рукмини в храме Международного общества сознания Кришны в Лос-Анджелесе

Однажды одна из цариц Кришны по имени Сатьябхама возгордилась тем, что Кришна очень сильно любил её и оказался под её контролем. Рукмини, в свой черёд, отличалась скромностью и просто смиренно служила Кришне. Её преданность Кришне обладала особой внутренней красотой. Однажды мудрец Нарада прибыл в Двараку и в ходе беседы с Сатьябхамой, указал ей на то, что любовь, которую Кришна питает к ней, вовсе не так уж и сильна — кто на самом деле управляет сердцем Кришны, так это Рукмини. Сатьябхама потребовала от Нарады доказать это. Тогда Нарада попросил её принять участие в особом ритуале, в ходе которого она должна была бы отдать Кришну Нараде, а потом забрать его назад, выплатив соответствующую компенсацию золотом и драгоценностями, вес которых должен был бы превысить вес тела Кришны. Нарада пообещал Сатьябхаме, что если она успешно пройдёт это испытание, любовь Кришны к ней возрастёт во много раз. Затем Нарада намекнул ей на то, что её богатств может не хватить для подобного мероприятия. Сатьябхама в гневе заявила, что собрать количество драгоценностей, способное перевесить Кришну, для неё было бы сущим пустяком. Нарада тогда предупредил её, что если она не сможет сделать этого, то Кришна должен будет стать его рабом и служить ему, выполняя все его желания.
Кришна с удовольствием согласился участвовать в этом спектакле. Когда всё было готово для церемонии, Сатьябхама передала Кришну Нараде, после чего слуги Сатьябхамы принесли все её огромные сокровища и уложили их на специально смонтированные для этой цели весы, но их было недостаточно для того, чтобы перевесить Кришну. Нарада тогда начал дразнить Сатьябхаму и пригрозил, что если она не найдёт достаточно золота и драгоценных камней, то он будет вынужден продать Кришну в рабство с аукциона. Сатьябхаме в таком отчаянном положении пришлось проглотить свою гордость и попросить остальных жён пожертвовать свои драгоценности, на что они из-за своей сильной любви к Кришне охотно согласились. Но и этого оказалось недостаточно для того, чтобы перевесить Кришну, который до этого времени оставался немым свидетелем происходящего. Тут он решил подсыпать соли на раны гордости Сатьябхамы и начал сетовать на то, что теперь он станет рабом какого-нибудь пастуха и будет до конца своих дней страдать от разлуки со своей любимой женой. В этот момент вмешался Нарада и объявил, что, возможно, Рукмини способна помочь Сатьябхаме в создавшейся ситуации. Не видя другого выхода, Сатьябхаме пришлось смиренно воззвать к Рукмини о помощи. Согласившись помочь, Рукмини начала молиться Кришне и положила на чашу весов крохотный листок туласи, который в тот же момент перевесил Кришну. Даже после того, как все драгоценности были убраны, оставленный на весах листок туласи всё ещё весил больше, чем Кришна.
Существует много различных объяснений причин, вызвавших это соревнование, но конец истории, в котором простой листок туласи перевешивает всё золото Сатьябхамы, везде один и тот же. Эта история часто приводится для объяснения значения туласи в служении Кришне, а также значения того, как простое смиренное подношение Богу от Его преданного имеет гораздо бо́льшую ценность, чем все материальные богатства.

## Рукмини в священных писаниях индуизма
Рукмини родилась в царской семье и пураническая литература описывает её как аватару Лакшми:
- «О герой среди Куру, Сам Верховный Господь, Говинда, женился на дочери царя Бхишмаки, которая является непосредственным воплощением богини удачи»., — говорится в Бхагавата-пуране («Бхагавата-пурана» 10.52.16)

- Обитатели Двараки были переполнены радостью при виде Кришны, Властелина всех богатств, вместе с богиней удачи Рукмини. («Бхагавата-пурана» 10.54.60)

- Лакшми, в своём частичном воплощении, родилась на земле как Рукмини в семье Бхишмаки. («Махабхарата», Ади-парва 67.156)

- Рукминидеви, царица и супруга Кришны, есть не кто иная как сварупа-шакти («коренная природа»), основная потенция Кришны (санскр. — кришнатмика) и царица духовного мира (санскр. — джагаткатри) Вайкунтхи.

## Дети Рукмини
У Рукмини и Кришны было десять детей. Первым сыном Рукмини был Прадьюмна, потом у неё родились Чарудешна, Судешна и могущественный Чарудеха, а также Сучару, Чаругупта, Бхадрачару, Чаручандра, Вичару и Чару.

## Имена Рукмини
Рукмини также упоминается под другими именами:
- Ручиранана — та, чьё лицо прекрасно как раскрывшийся цветок лотоса (санскр.)
- Вайдарбхи — происходящая из царства Вайдарбха (санскр.)